# Troy (Illinois)
Troy is een plaats (city) in de Amerikaanse staat Illinois, en valt bestuurlijk gezien onder Madison County.

## Demografie
Bij de volkstelling in 2000 werd het aantal inwoners vastgesteld op 8524. In 2006 is het aantal inwoners door het United States Census Bureau geschat op 9578, een stijging van 1054 (12,4%).

## Geografie
Volgens het United States Census Bureau beslaat de plaats een oppervlakte van 10,8 km², geheel bestaande uit land.

## Plaatsen in de nabije omgeving
De onderstaande figuur toont nabijgelegen plaatsen in een straal van 12 km rond Troy.